# Рижская группа художников
Рижская группа художников (латыш. Rīgas mākslinieku grupa) — объединение латвийских художников, деятельность которого продолжалась с 1920 по 1938 год.
Одна из самых активных творческих групп, существовавших в период между двух мировых войн в истории латвийского искусства. Возникла на базе художественного объединения «Зелёный цветок». На переходном этапе наиболее радикально настроенные участники называли себя «Группой экспрессионистов», но в 1920 году объединение получило более нейтральное название «Рижская группа художников».
Участниками стали: Роман Сута, Александра Бельцова, Уга Скулме, Ото Скулме, Марта Скулме, Гедерт Элиас, Лео Свемпс, Янис Лиепиньш, Эмиль Мелдерис, Сигизмунд Видберг, Конрад Убанс, Валдемарс Тоне, Язепс Гросвальд, Екабс Казакс, Никлавс Струнке, Эраст Швейц, Янис Циелавс и многие другие молодые художники.
Выставка 1920 года ознаменовала поворот в поисках средств выражения. Приветствовались деформация колорита и природы, отказ от перспективы, многообразие и синтез формы. Манифестом прозвучали слова о желании показать в своих работах не объективную натуру, а гипертрофированную индивидуальность и личностную духовную сущность.
В своём постепенном развитии, от работ, в которых преобладало влияние фовизма и кубизма, в середине 1920-х годов обозначилась тенденция поворота к классицизирующему реализму, известному под названием «новая вещественность». В последнее десятилетие существования группы, новаторские поиски уступили место более реалистическому способу выражения.